# Abandoibarra
Abandoibarra est une zone de Bilbao, dont le nom signifie vallée d'Abando (Abando + Ibar en euskara), et se situe sur la ria, et dans le quartier d'Abando.
Abandoibarra a été la zone industrielle de Bilbao, où se situaient des chantiers navals et autres entreprises en rapport avec le secteur industriel. Les Astilleros Euskalduna ont occupé la grande majorité de la zone pendant des années. En outre, dans cette zone on trouvait aussi les ateliers et les magasins de la Renfe (chemins de fer espagnol), pleins de conteneurs de marchandises à destination du Port de Bilbao. Avec la crise industrielle, l'activité à Abandoibarra a fortement diminué jusqu'à l'arrêt complet.
Évidemment, la zone d'Abandoibarra s'est fortement dégradée à la suite des utilisations industrielles qui pendant de nombreuses années ont caractérisé cette partie de Bilbao. Depuis 15 ans, cette zone a commencé une réhabilitation et tous les espaces ont été renouvelés faisant d'Abandoibarra une zone services et de loisirs.
Une grande partie du travail à Abandoibarra a été réalisée, et continue encore, par la société Bilbao Ría 2000, qui en différentes phases a renouvelé toute la zone donnant lieu à une nouvelle Abandoibarra, symbole de nos jours de la transformation de Bilbao.
Ainsi, les activités les plus importantes de cette transformation ont été l'extension du parc de Doña Casilda, l'ouverture des Avenues Abandoibarra, Lehendakari Leizaola et des Universités, la construction des escaliers et l'élévateur Abandoibarra/Pont de Deusto, l'ouverture de la Ligne A d'EuskoTran (le tramway de Bilbao), le parc de Ribera, Zubizuri et la passerelle Pedro Arrupe, la promenade de la Memoria… outre de nombreux autres bâtiments.
Ainsi, la zone est maintenant une des plus touristiques de Bilbao.

## Édifices

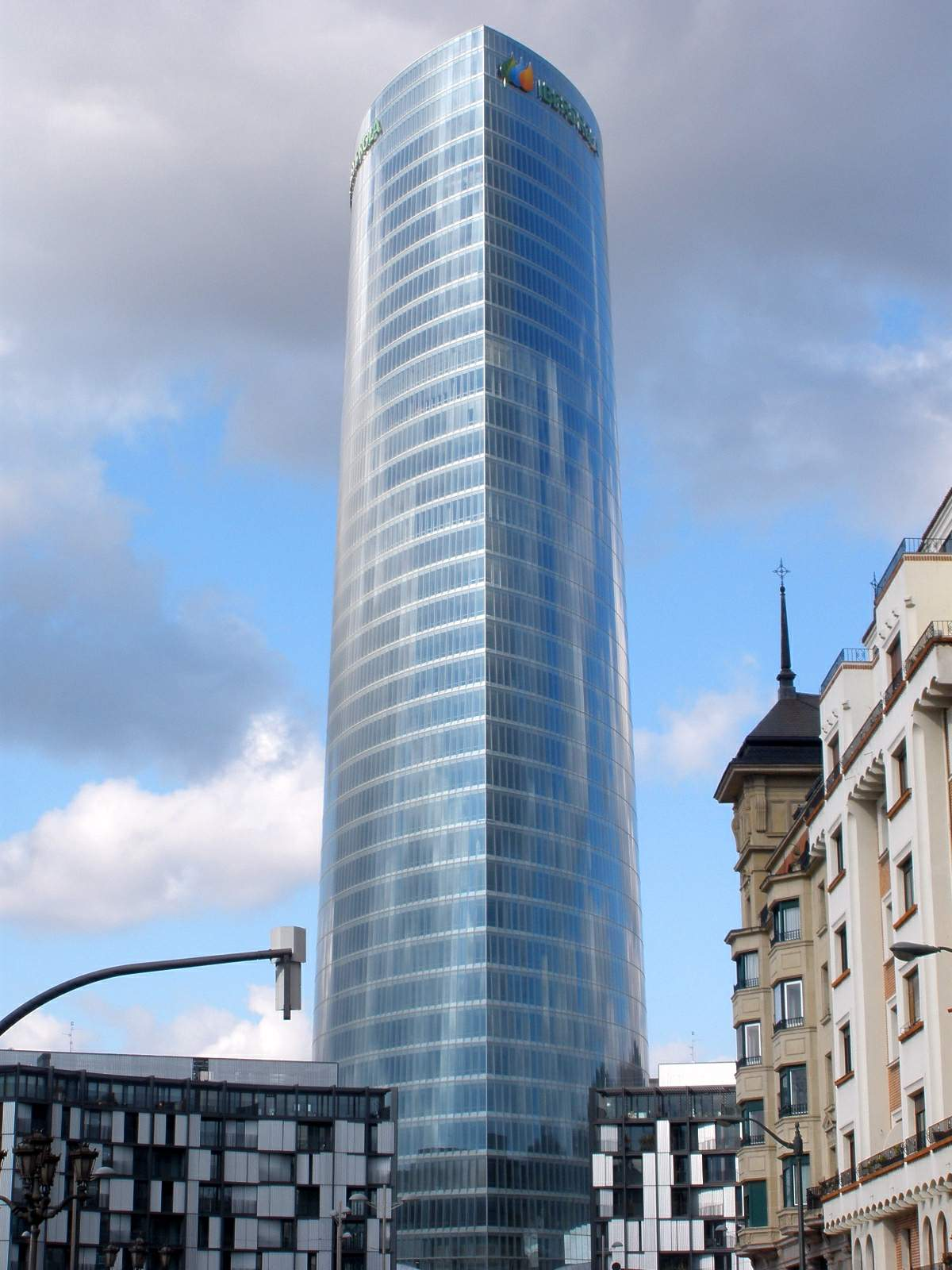
Tour Iberdrola.

En Abandoibarra on a construit de nombreux bâtiments de grande importance pour Bilbao, comme les suivants :
- Isozaki Atea (architecte Arata Isozaki)
- Musée Guggenheim (architecte Frank Gehry)
- Nouvelle Bibliothèque de l'Université de Deusto (architecte Rafaël Moneo)
- Nouveau paraninfo de l'Université du Pays basque (architecte Álvaro Siza)
- Tour Iberdrola (architecte César Pelli)
- Logements de Sacyr Vallehermoso (architecte Eugenio Aginaga)
- Ensemble de logements de Carlos Ferrater
- Immeuble Etxargi (architecte César Portela)
- Immeuble Artklass (architecte Robert Krier)
- Logements de Lehendakari Leizaola (architecte Luis Peña Ganchegui)
- Hôtel Meliá Bilbao (architecte Ricardo Legorreta)
- Centre Commercial Zubiarte (architecte Robert Stern)
- Place Euskadi (architecte Diana Balmori)
- Palais Euskalduna (architectes Federico Soriano et Dolores Palacios)

On espère également que ces bâtiments seront construits :
- Immeuble Museoalde de Agvar Arquitectos et Axis Arquitectura y Urbanismo
- Résidentiel Parkeder de Iskander Atutxa et Jon Urrutikoetxea

## Communications
La zone est principalement desservie par tramway, avec plusieurs gares de la Ligne A d'EuskoTran :
- Gare d'Euskalduna
- Gare d'Abandoibarra
- Gare de Guggenheim
- Gare d'Uribitarte

## Galerie

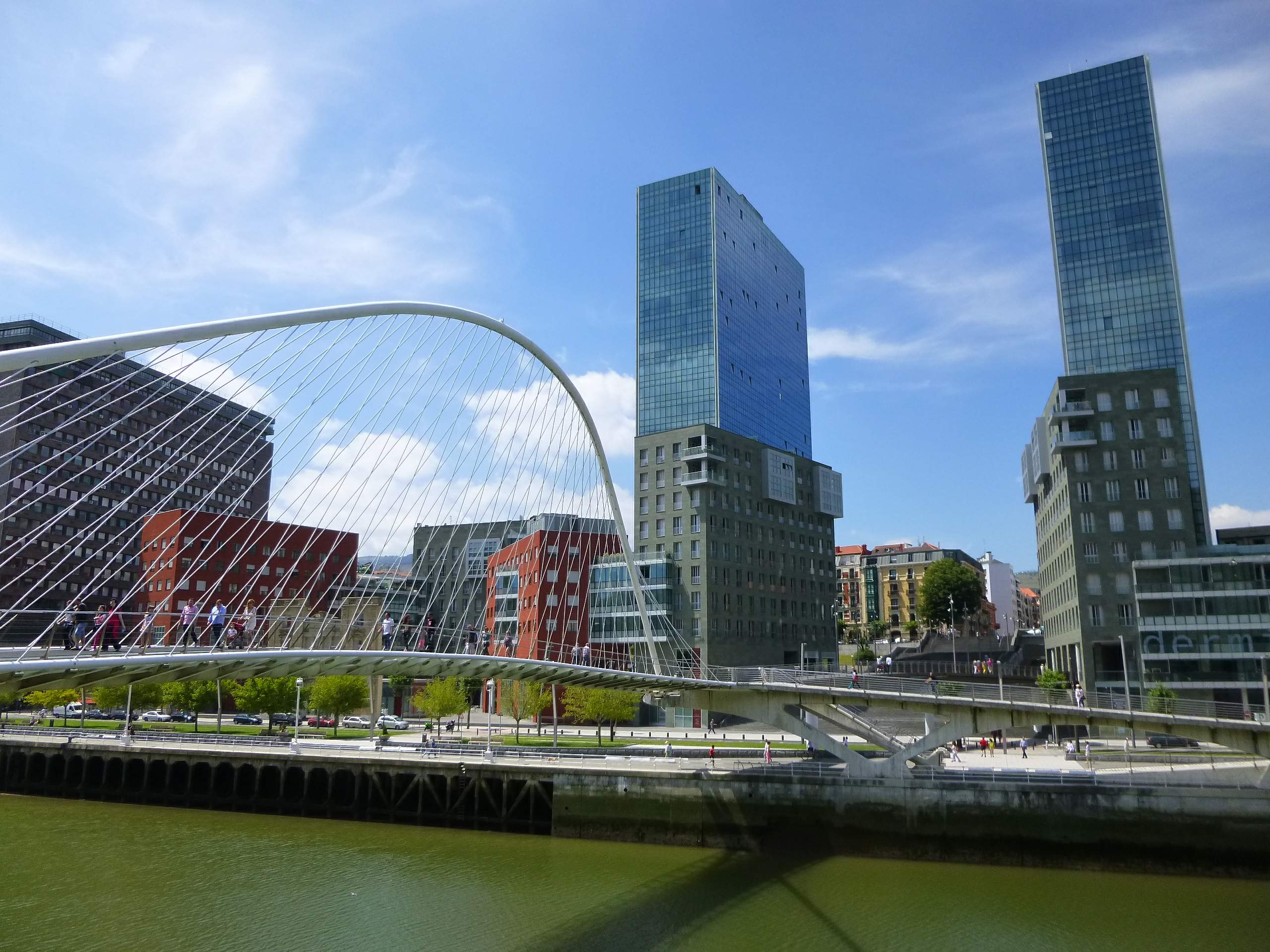
Isozaki Atea et Zubizuri.
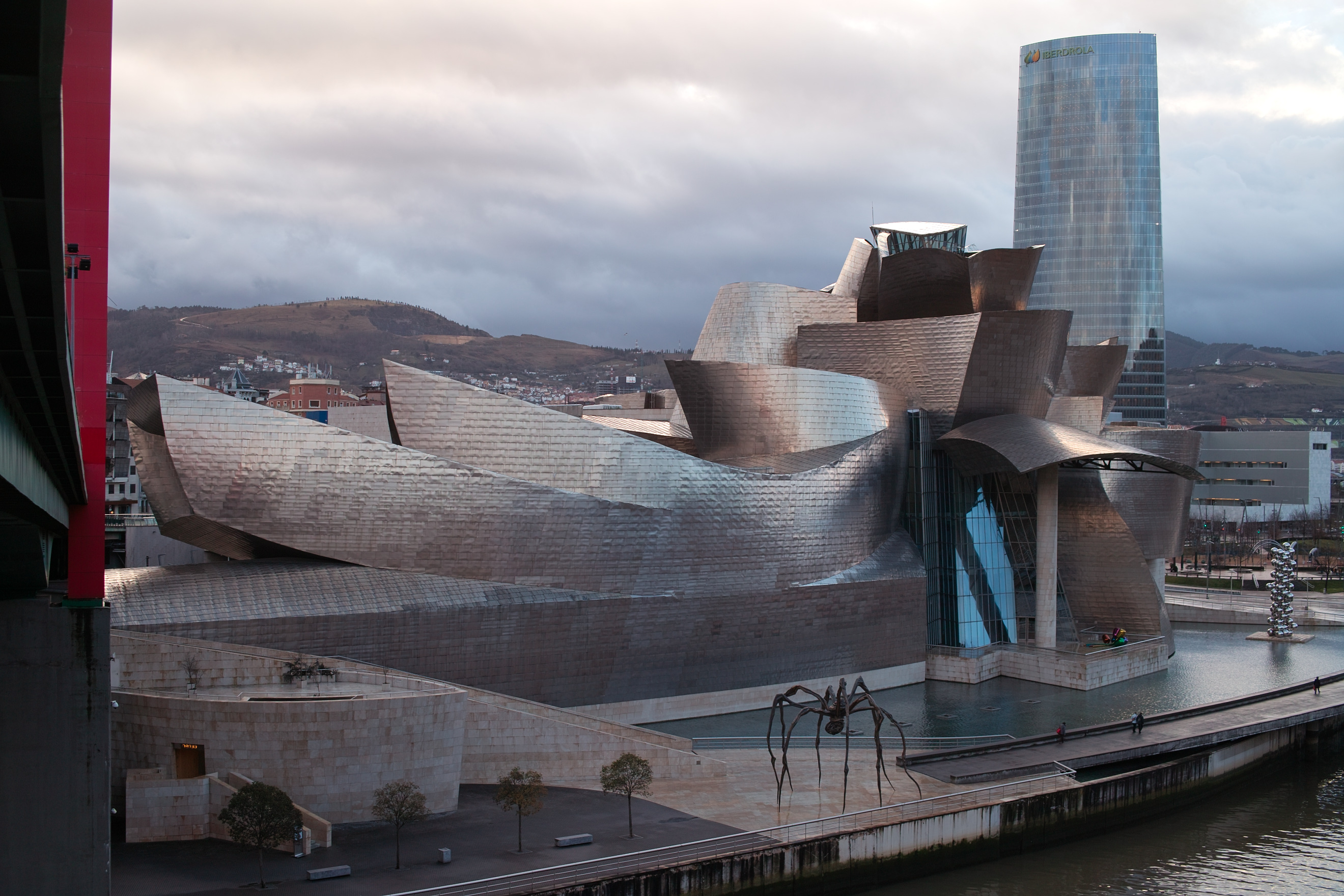
Musée Guggenheim.
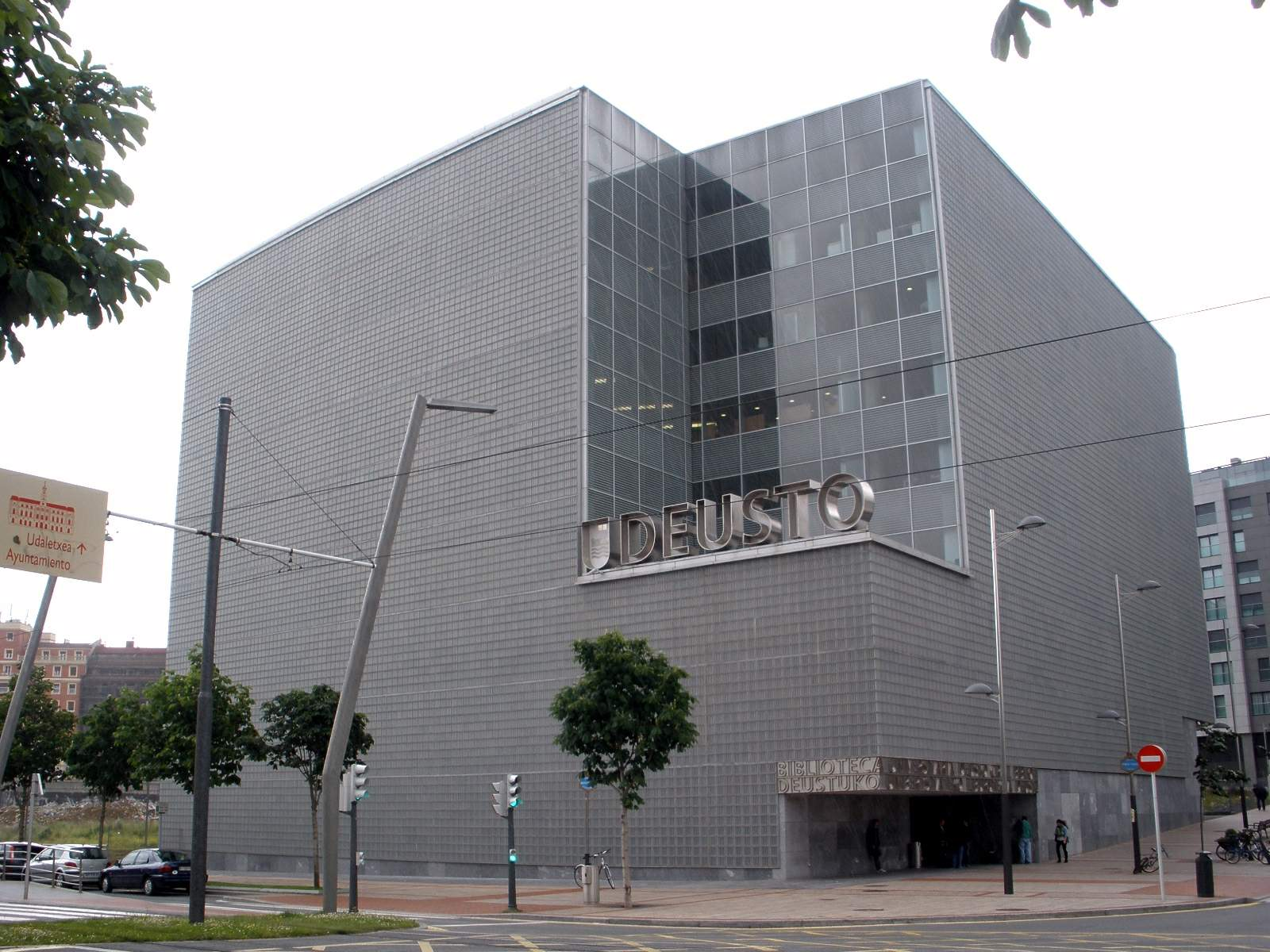
Nouvelle Bibliothèque de l'Université de Deusto.
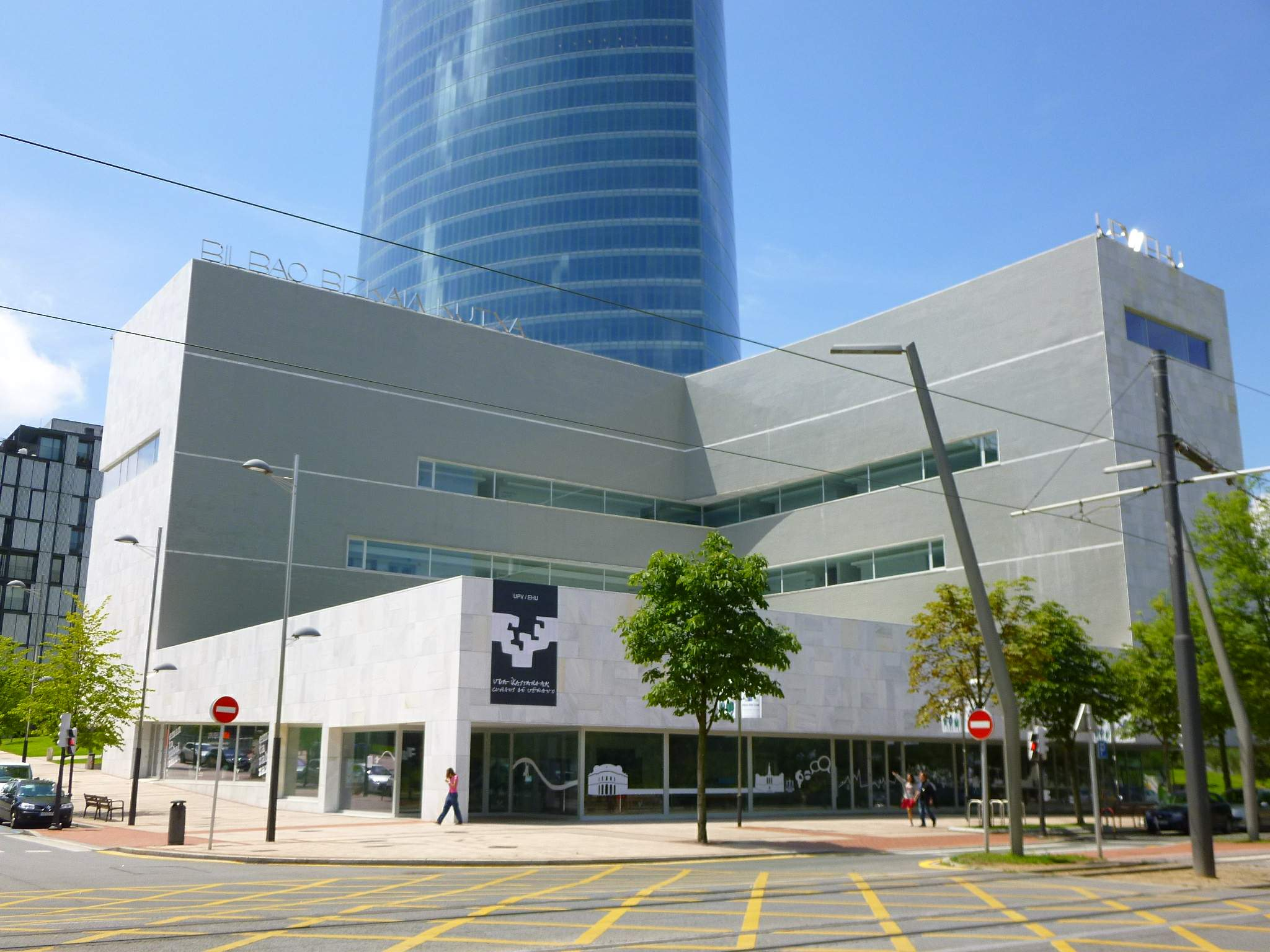
Nouveau paraninfo de l'Université du Pays basque.
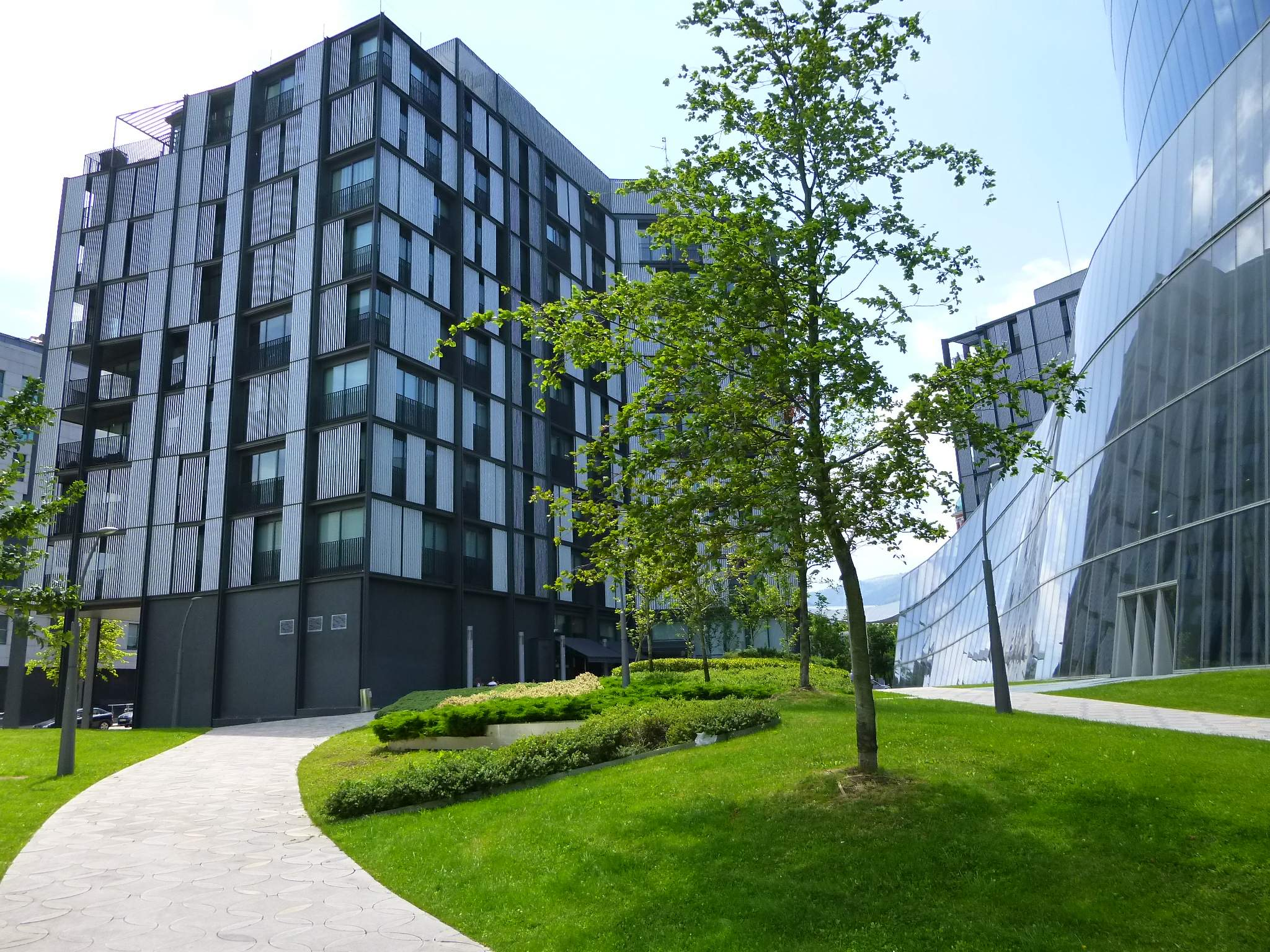
Ensemble de logements de Carlos Ferrater.
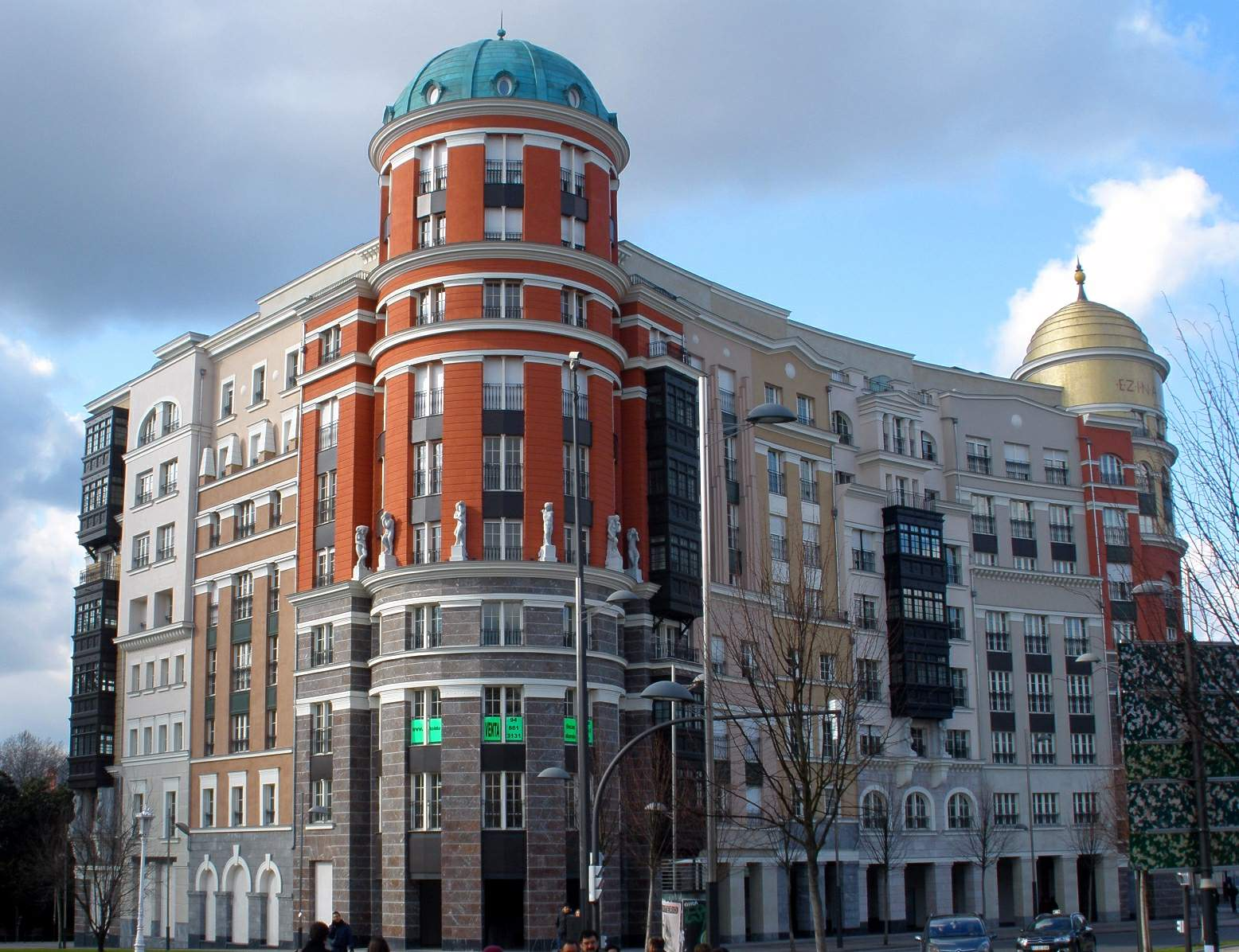
Immeuble Artklass.
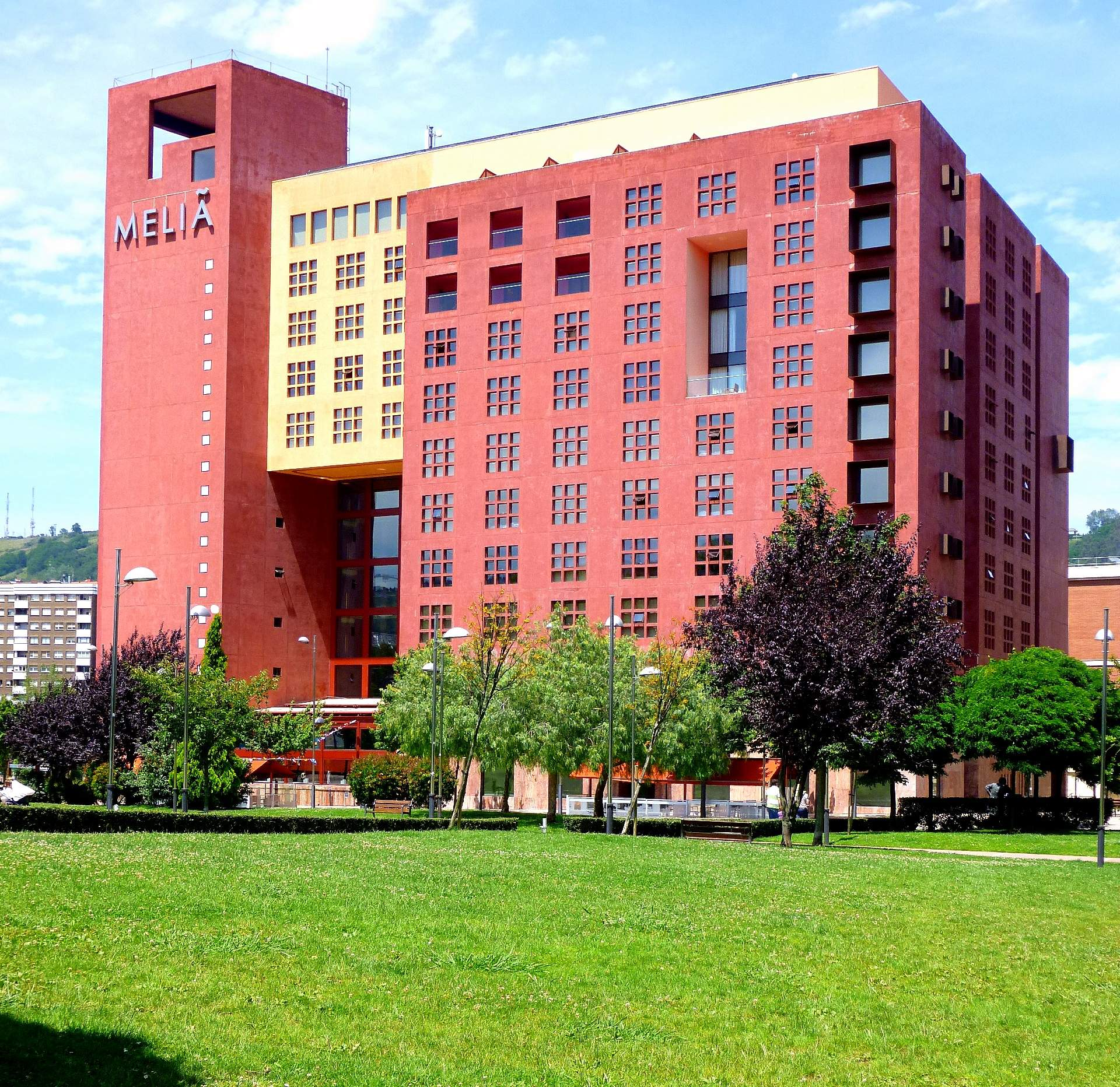
Hotel Meliá Bilbao.
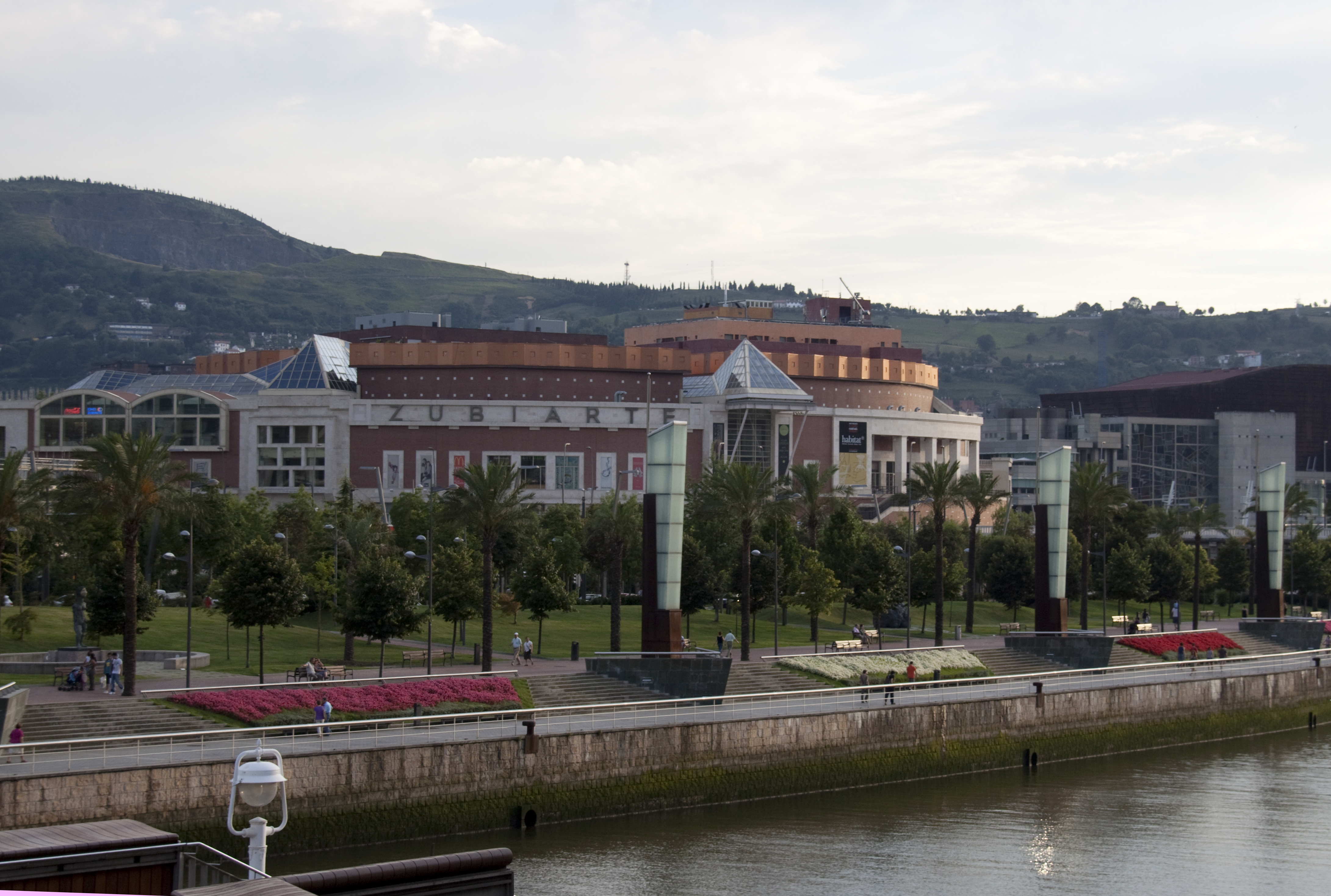
Centre Commercial Zubiarte.
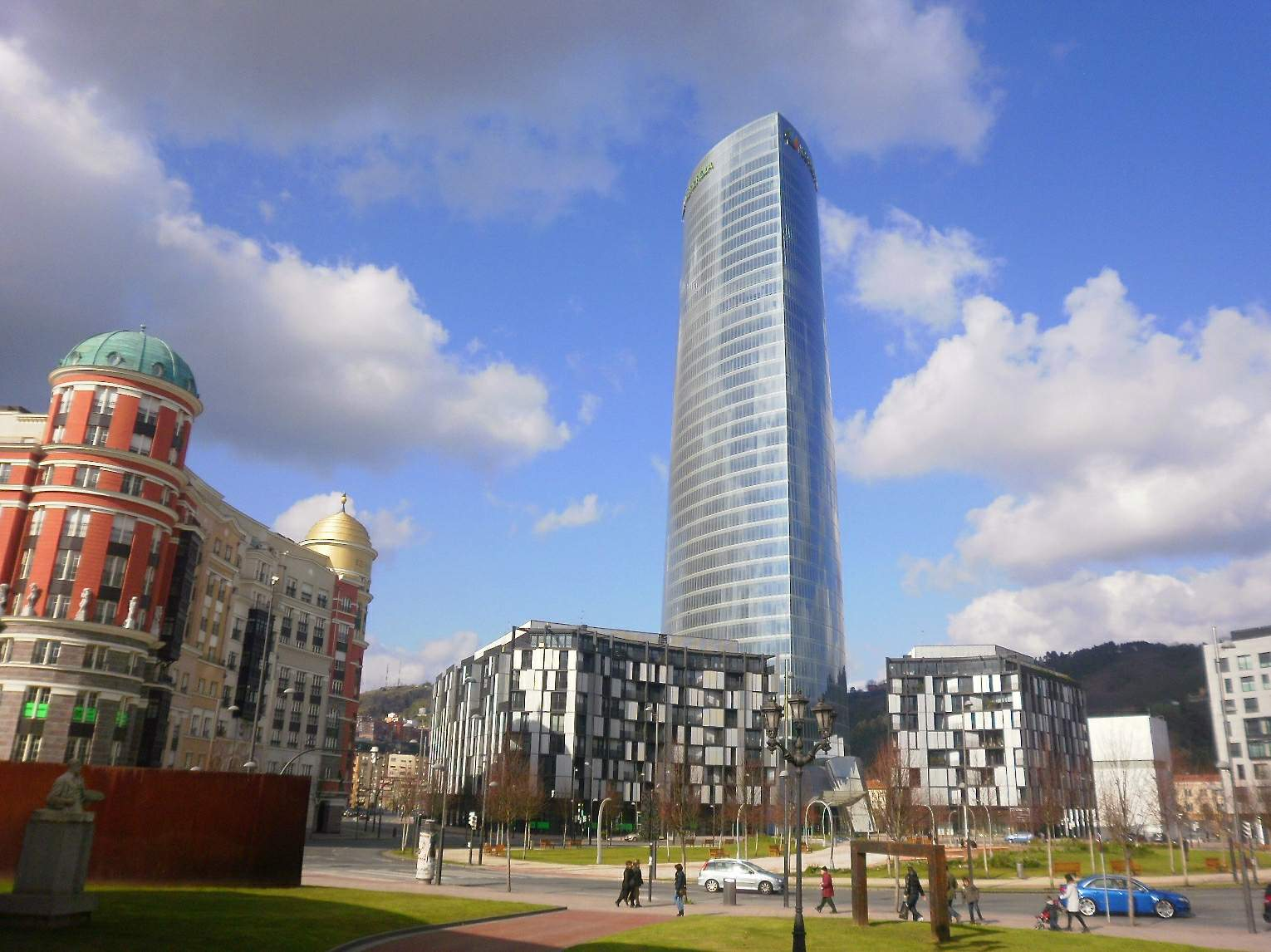
Place Euskadi.
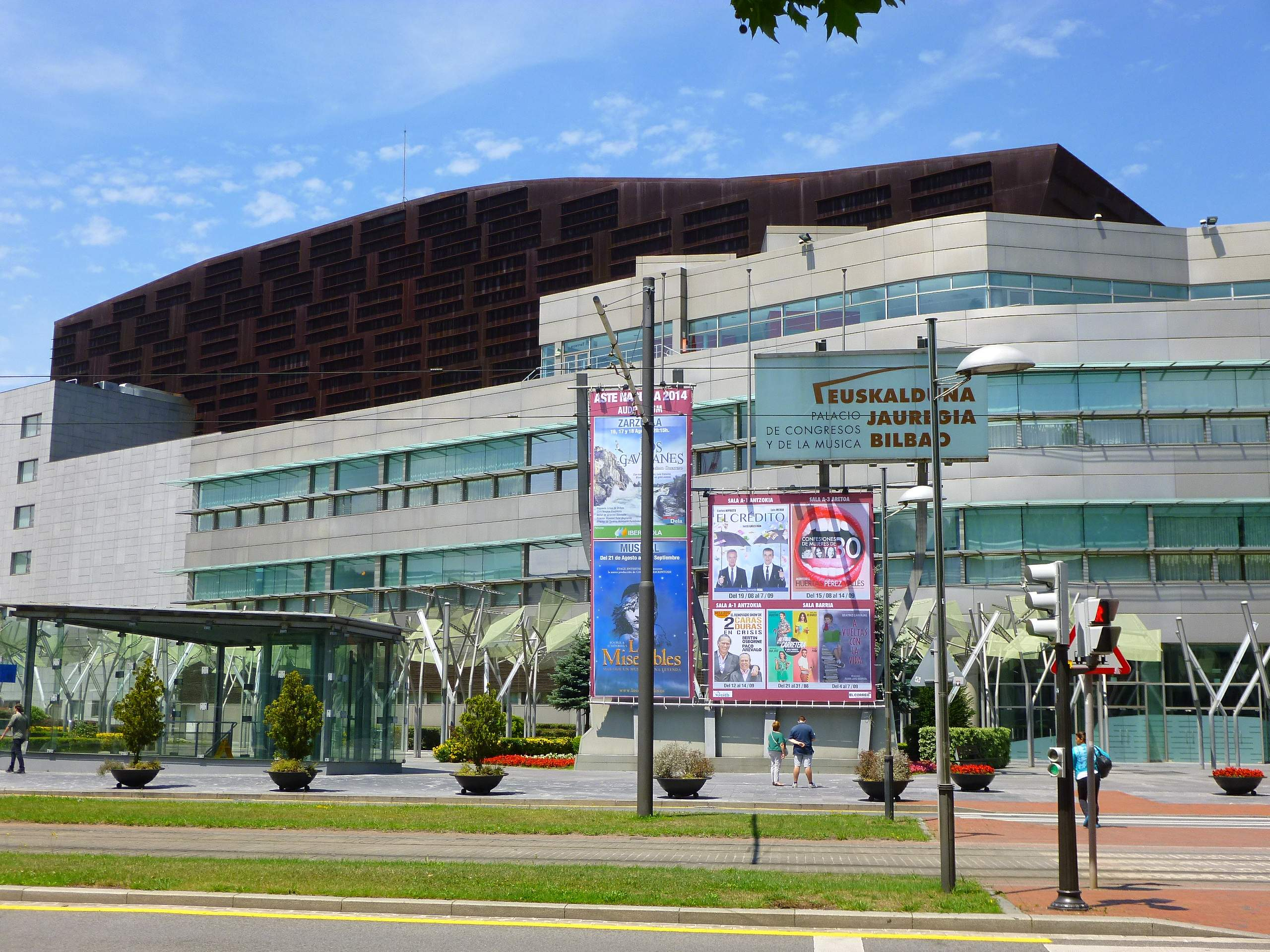
Palais Euskalduna.

## Voir également
- Zubizuri
- Stade San Mamés (2013)
- Musée Guggenheim